# Угунськрустс (символ)

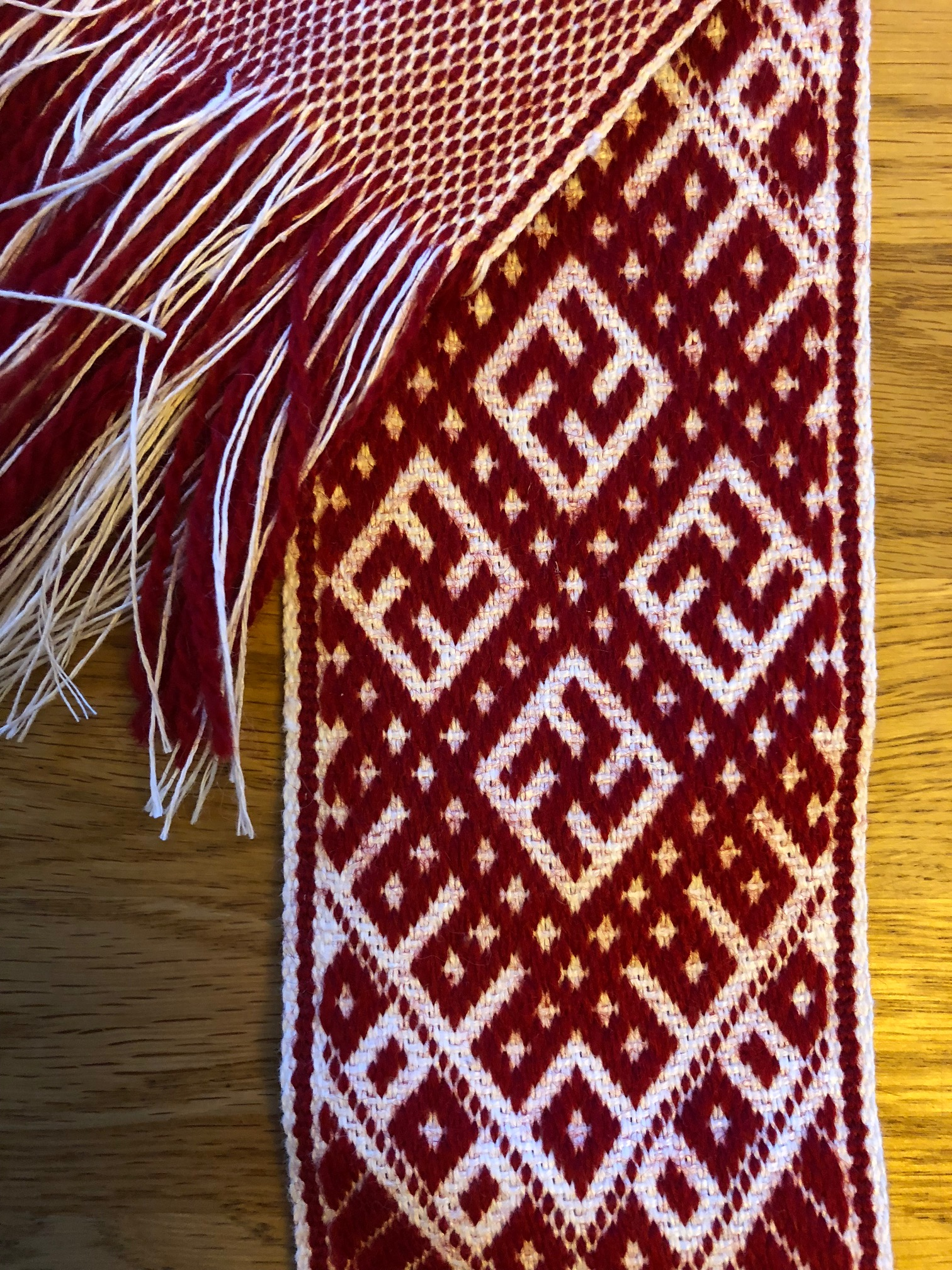
Пояс лієлвардського типу з угунськрустсом.

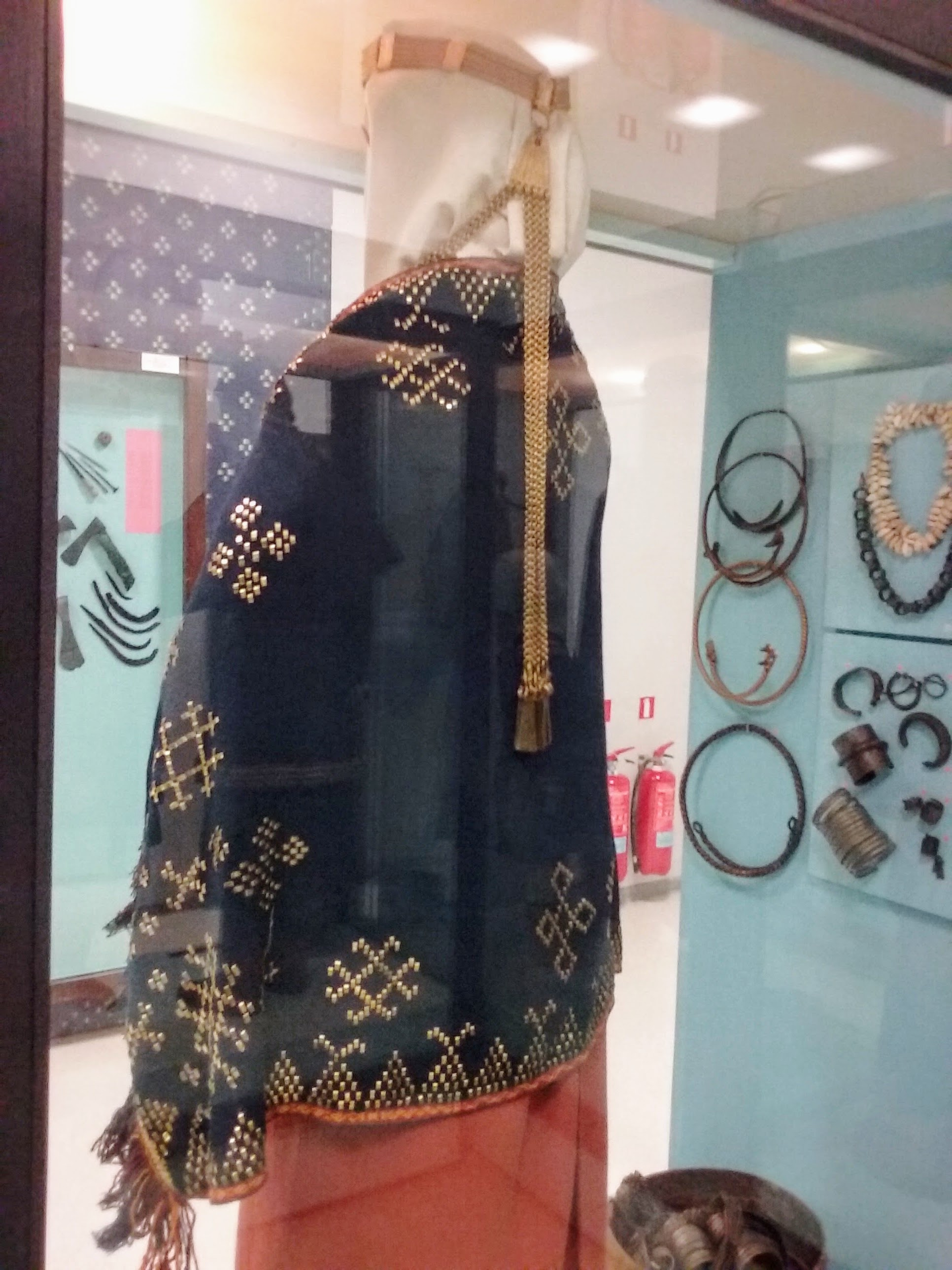
Реконструкція латгальської жіночої прикраси, знайденої під час розкопок у Карну Айнавас (XII століття). Вовна, латунь. Виставка Національного історичного музею Латвії

Угунськрустс (з латиш. Ugunskrusts «Вогненний хрест» ; інші назва — Хрест Вогню, Хрест Грома (Громовий хрест), Хрест Перуна (Перунів хрест), Хрест Гілка, Хрест Лайми) — древній графічний символ латиської міфології, який історично був символом руху, життя, Сонця, світла, благополуччя. За формою має вигляд свастики і часто зустрічається у традиційних тканинах та вишивках. У середині XX століття цей символ набув поганої репутації, оскільки правостороння свастика стала емблемою націонал-соціалізму і III Рейху, тому в Європі та Північній Америці будь-який різновид свастики асоціюється з нацизмом.
У латиській міфології угунскрустс — один із символів Лайми, богині щастя і долі, покровительки родів — символізує дія, що обертається, що об'єднує різні сили та події світу в єдину нитку часу і долі. Балтійські угунськрустси мають сувору геометричну та пропорційну структуру.
Деякі дослідники вважають, що угунскрустс походить від символу сонця, який вже був відомий як кільце або хрест із замкнутим кільцем. У подальшому розвитку він втратив обручку, але отримав палички, щоб таким чином відзначати рух Сонця. Інші дослідники тлумачать угунскрустс як символ родючості чи творіння.

## Значення символу
Стародавні латиші вважали угунскрустс сильним енергетичним знаком. Різні варіації були приписані різною «якістю енергії» та використовувалися у певних випадках. Ці варіації зустрічаються у багатьох орнаментах.
Громовий хрест (хрест Перконса) відомий вже з III—IV століть, що підтверджується відкриттями, зробленими археологами під час розкопок. У ранньому залізному столітті він зображений, наприклад, на латгальських бронзових прикрасах та емальованих брошках фіно-угорських племен.
Вогненний або Громовий хрест символізує та приваблює щастя, енергію, вогонь, грім та вітер. Цей знак має дуже багато варіацій. Угунскрустс пов'язані з Сонцем, Перконсом і Лаймою, тому він зображався на дитячих ліжечках, і навіть на дитячих поясах. Колись в Аугшземі існував звичай при народженні дитини на кроквах будинку вішали дерев'яну угунськрустс, яку знімали тільки після смерті людини. Цей знак, як і знак Юміса, часто зустрічається на священному камені, а також широко використовується в амулетах, ювелірних виробах і прикрасах. Також угунськрустс розміщували на поясах, брошках, рукавичках, шкарпетках та сорочках, щоб захистити власника від зла. У разі Перконас діяв як переслідувач всіх злих сил.
У поясах та в інших місцях орнаменту сусідні хрести часто з'єднувалися так, щоб один рухався Сонцем, а інший — у протилежному напрямку.
У деяких орнаментах угунскрустс був зашифрований: у поздовжніх стрічкових композиціях використовувалася лише половина чи навіть чверть символу, а вільний простір заповнювався іншими знаками.